# En el funeral d'un jove artista
En el funeral d'un jove artista (Ved en ung Kunstners Baare) de Carl Nielsen per a orquestra de corda, FS 58, va ser escrita per al funeral del pintor danès Oluf Hartmann el gener de 1910.

## Origen i context
Oluf Hartmann era fill del compositor Emil Hartmann i germà de Bodil Neergaard, la senyora de Fuglsang Manor, un lloc de trobada de músics i artistes a l'illa danesa de Lolland. Hartmann va morir el diumenge 16 de gener de 1910. El dimecres següent, Nielsen havia completat l'esborrany del seu Andante lamentoso. Potser escrita originalment per a quartet de corda, la peça va ser posteriorment adaptada pel compositor per a orquestra de corda.
La peça de quatre minuts en mi bemoll menor va ser interpretada per primera vegada pel Quartet Gade al funeral d'Oluf Hartmann el 21 de gener a la capella del cementiri de Holmen a Copenhaguen. L'abril de 1912, Nielsen l'havia adaptat per a cordes en relació amb un concert de Setmana Santa que va dirigir a l'Església de Nostra Senyora a Copenhaguen. Va dirigir la peça en diverses altres ocasions durant la seva vida, i també es va interpretar al seu funeral el 9 d'octubre de 1931 per l'orquestra de cambra del seu gendre Emil Telmányi.
La peça ha estat coneguda amb diferents noms. Primer va ser titulat Andante doloroso per als concerts de Copenhaguen l'any 1912 i després va passar a ser coneguda com Andante dolorosa (Ved en ung Kunstners Baare) o "Andante dolorosa (En el funeral d'un jove artista)".

## Música
Escrivint en relació amb l'enregistrament de Deutsche Grammophon per l'⁣Emerson String Quartet, Anthony Burton escriu: "En la fosca tonalitat de mi bemoll menor, amb una secció central inicialment moderada en re major i un final tranquil en una tonalitat major, té una intensitat punyent força remarcable per a una obra de la seva durada modesta."